# Théodore Branas
Pour les articles homonymes, voir Branas.
Théodore Branas, (en grec: Θεόδωρος Βρανᾶς, Theodoros Branas), est un noble grec né en 1169 à Andrinople, fils d'Alexis Branas et d'Anna Comnène Vatatzina, amant (depuis 1193), puis époux (été 1204) de l'impératrice douairière byzantine Anna, veuve de deux empereurs, sœur de Philippe II de France.
Général de l'Empire byzantin sous Isaac II Ange, et puis de l'Empire latin de Constantinople sous Baudouin Ier, il est appelé Li Vernas par les chroniqueurs occidentaux de la quatrième croisade, dont Geoffroi de Villehardouin.

## Biographie

### Durant l'Empire byzantin
Théodore Branas, le fils du général et protosébaste Alexis Branas et d'Anne Comnène Vatatzina, est probablement né à Andrinople, où sa famille détient des terres héréditaires. Il est un descendant de la dynastie des Comnènes, à travers ses deux parents et un un petit-neveu de Manuel Ier Comnène. Son père, vainqueur d'une armée normande à Démétritzès en 1185, est tué en 1187 alors qu'il mène une rébellion contre Isaac II Ange. En 1193, selon le chroniqueur Aubry de Trois-Fontaines, Théodore s'attache à l'impératrice douairière Anna, alors âgée de 22 ans. Elle est la fille du roi Louis VII le Jeune et de sa troisième femme, Adèle de Champagne. Elle est venue à Constantinople pour épouser Alexis II Comnène mais celui-ci a été tué par Andronic Ier Comnène en 1183. Elle épouse donc Andronic mais devient veuve quand celui-ci est massacré en 1185. Bien que d'ascendance franque, elle est profondément imprégnée de culture gréco-byzantine et elle insiste pour utiliser un interprète quand elle échange avec des Croisés, affirmant avoir oublié la langue française. 
Théodore combattu avec un succès limité sous Isaac II. En tant que commandant des mercenaires Alan, il était le seul chef byzantin à résister aux croisés allemands lors d'un affrontement à Prousenos près de Philippopolis en 1189. Avec John Petraliphas , Michael Kantakouzenos et d'autres, il a été impliqué dans le complot réussi pour remplacer Isaac par son frère Alexios III Angelos en 1195, l'empereur ayant fait exécuter le père de Théodore en 1187 à la suite d'une rébellion tentée par celui-ci - et dont le rôle de Théodore est inconnu. Il a combattu divers ennemis sous Alexios III et a été nommé doux du thema d' Andrinople et Didymoteichon (gouverneur de province),. Il a joué un rôle de premier plan dans la défense initiale de Constantinople contre la quatrième croisade, en 1202-1204.

### Durant l'Empire latin
Après la chute de Constantinople en 1204, Théodore semble s'être rapidement accommodé du nouveau régime latin. Théodore et Anna se sont mariés avant 1204, bien que la date de leur mariage soit encore inconnue, et au moins une fille naquit, qui épousa Narjot de Toucy, bien que d'autres enfants semblent une éventualité. Pendant plusieurs années après 1204, Théodore, et vraisemblablement Anna, fûrent d'une aide inestimable pour l'Empire. Théodore était l'un des rares notables grecs à offrir son soutien immédiat au nouvel empereur.
Aux côtés d'Alexis Aspiétès, il s'oppose aux Bulgares de Kaloyan à Philippopolis mais doit fuir la ville quand elle est violemment mise à sac. Aspiétès est alors mis à mort. Très opposé aux Bulgares et originaire de Thrace, une région frontalière, il trouve en l'Empire latin un allié. Plus généralement, la violence de Kaloyan à l'encontre des Grecs contribue à la défection de ces derniers vers les Latins. Selon Choniatès, il aurait été nommé comme le chef des soldats grecs qui combattent aux côtés des Latins. En 1206, il joue le médiateur entre Henri de Flandres et les Grecs d'Andrinople et de Didymotique, alors menacés par les Bulgares et qui cherchent la protection de l'Empire latin. Branas reçoit le commandement de la garnison d'Andrinople, composée de Grecs et de quarante chevaliers latins mais ne peut empêcher la prise de la ville par Kaloyan le 20 août 1206. Au printemps 1207, Kaloyan repart à l'attaque et met le siège devant Andrinople mais doit l'abandonner face à l'arrivée de renforts depuis Constantinople. Henri de Flandres lance ensuite un raid sur le territoire bulgare. 
Théodore est alors seigneur d'Andrinople, Didymotique et Apros. Le Pactum Adrianopolitanum, daté de 1206, atteste de sa reconnaissance comme seigneur héréditaire, plus digne des césars, plus noble des Comnènes par le podestat vénitien de Constantinople, Marino Zeno. Il voit ainsi son gouvernorat sur Andrinople et les alentours consolidé. Cette seigneurie est de nature féodale et Branas doit mettre à disposition de Venise 500 cavaliers, en échange de la protection de la République italienne. Toutefois, la ville d'Apros dépend directement de l'empereur latin et, dans les faits, la suzeraineté vénitienne reste très formelle. Il apparaît pour la dernière en 1219 comme éphémère gouverneur de Constantinople avec son beau-fils, Narjot de Toucy.

## Sources
- (en) Michael Angold, The Byzantine Empire, 1025-1204 : A Political History, Londres, Longman, 1984, 374 p. (ISBN 978-0582294684).
- (en) Nicétas Choniatès (trad. Harry Magoulias), O City of Byzantium, Annals of Niketas Choniatēs, Wayne State University Press, 1984 (ISBN 0-8143-1764-2).
- (en) Alexander Kazhdan (dir.), Oxford Dictionary of Byzantium, New York et Oxford, Oxford University Press, 1991, 1re éd., 3 tom. (ISBN 978-0-19-504652-6 et 0-19-504652-8, LCCN 90023208).
- (en) Filip van Tricht, « The Byzantino-Latin Principality of Adrianople and the Challenge of Feudalism (1204/6–ca.1227/28): Empire, Venice, and Local Autonomy », Dumbarton Oaks Papers, vol. 68,‎ 2014, p. 325-342.